# Liste de minéraux (lettre U)
Pour un article plus général, voir Liste de minéraux
- Uchucchacuaïte
- Uklonskovite
- ulexite
- Ullmannite NiSbS couleur noire. Découverte en 1843 à Gosenbach, Siegen (Allemagne). Nommée d'après le chimiste et minéralogiste allemand, J. Ch. Ullmann (1771-1821).
- Ulrichite
- Ulvöspinelle
- Umangite
- Umbite
- Umbozérite
- Umohoïte
- Ungarettiite
- Ungemachite
- Ungursaïte
- Upalite
- Uralborite
- Uralolite
- Uramphite
- Urancalcarite
- Uraninite
- Uranmicrolite
- Uranocircite
- Uranophane
- Uranophane-beta
- Uranopilite
- Uranopolycrase
- Uranosilite
- Uranospathite
- Uranosphaerite
- Uranospinite
- Uranotungstite
- Uranpyrochlore
- Ureyite, synonyme de kosmochlor.
- Uricite
- Ursilite
- Urusovite
- Urvantsevite
- Ushkovite
- Usonite
- Usovite
- Ussingite
- Ustarasite
- Utahite synonyme de jarosite
- Uvanite
- Uvarovite Ca3Cr2(SiO4)3
- Uvite
- Uytenbogaardtite
- Uzonite